# アモビ・オコイエ
アモビ・オコイエ（Amobi Okoye 1987年6月10日- ）はナイジェリア・アナンブラ州出身の元アメリカンフットボール選手。NFLのヒューストン・テキサンズ、シカゴ・ベアーズ等に所属していた。イボ人。元カンザスシティ・チーフスのRB、クリスチャン・オコイエと親戚であるという報道もされているが、両者の間に親戚関係はない。

## 経歴

### プロ入りまで
ナイジェリアのアナンブラ州で生まれた。2歳半で小学校に入学、10歳の時に6学年をスキップ、12歳の時にアラバマ州ハンツビルに移住した。わずか2週間で中学校を卒業、高校2年の時にアメリカンフットボールを始めた。アメリカンフットボールを知らなかった彼に対して、高校のコーチはマッデンNFLでフットボールについて学ばせた。3年次にはディフェンシブラインマン、オフェンシブラインマンとして州のオールチームに選ばれた。
父親は彼にハーバード大学に進学することを希望していたが、彼はアメリカンフットボールの強い大学への進学を希望、ルイビル大学に進学した。大学では当初、生物学を専攻したが、その後心理学専攻に移り3年半で学位を取得した。
16歳の時に史上最年少のカレッジフットボール選手となり、全13試合にディフェンシブタックルとして出場、17タックル、1サックをあげた。チューレーン大学戦では3タックル、テキサス大学エルパソ校戦で初サックをあげている。
2年次には全12試合中、肩の負傷で欠場したイーストカロライナ大学戦を除く11試合に出場、26タックル、1サックをあげた。陸軍士官学校戦で初先発、7タックルをあげている。
3年次の2005年には23タックル（4ロスタックル）をあげた。ウェストバージニア大学戦では4タックルをあげている。フロリダ・アトランティック大学戦は足の捻挫のため欠場した。ケンタッキー大学戦では2タックル、1ファンブルリカバー、サウスフロリダ大学戦では3タックルをあげた。
4年次の2006年には全13試合に先発出場、55タックル、8サック、3ファンブルリカバーをあげて、AP通信よりオールアメリカンセカンドチーム、ビッグ・イースト・カンファレンスファーストチームに選ばれた。19歳の彼はNFLドラフトにエントリーする権利を獲得した。シニアボウルでの活躍で彼の評価はうなぎのぼりとなった。

### NFL
2007年のNFLドラフトでヒューストン・テキサンズに指名された。これはドラフト1巡指名を受けた選手の史上最年少記録であった。またルイビル大学出身の選手としては、1970年のNFLとAFLの統合以来最も早い順位でのドラフト指名であった。7月26日にテキサンズと5年契約を結び、翌日からトレーニングキャンプに参加した。この年、レギュラーシーズンの試合に出場した彼は1967年以来最も若いNFL選手となった。9月にはAFCトップの4サックをあげて、月間最優秀守備新人選手に選ばれた。この年5.5サックをあげた。
2008年は2年目のジンクスにより今ひとつの成績に終わった。2008年、2009年と2年合計で2.5サックの成績にとどまった。
2011年は3サック及び自己最高の44タックルをあげた。
テキサンズでは、4シーズン先発でプレーした後、新たに就任したウェイド・フィリップスディフェンスコーディネーターによる守備隊形変更に伴い、2011年7月30日に解雇された。同日、シカゴ・ベアーズと契約を結んだ。この年27タックル、4サックをあげた。
2012年4月7日、タンパベイ・バッカニアーズと1年200万ドルで契約を結んだが、開幕前の最終ロースターカットで解雇された。9月3日、シカゴ・ベアーズと1年契約を結んだ。11月27日にベアーズから解雇されたが、12月12日に再契約を結んだ。
2013年はどのチームにも所属しなかったが、2014年5月16日、ベアーズ時代に指導を受けたロッド・マリネリ守備コーディネーターのいるダラス・カウボーイズと契約を結んだ。同年8月14日、2013年3月に抗NMDA受容体抗体脳炎と診断されたことを公表、シーズンを全休した。
2015年4月8日、カウボーイズから解雇された。

## 人物
ディフェンシブタックルとしては小柄だが、敏捷性を持ち味としており、インサイドからのパスラッシュをする能力を持ち合わせている。